# 宮之原貞光
宮之原 貞光（みやのはら さだみつ、1917年10月4日 - 1983年10月29日）は、日本の政治家。日本社会党参議院議員（2期）。日本教職員組合中央執行委員長。龍郷町名誉町民。

## 経歴
鹿児島県大島郡龍郷町生まれ。戸口小学校から鹿児島県立大島中学校 (旧制)に進学し卒業。1938年鹿児島県師範学校（現・鹿児島大学教育学部）卒。鹿児島県内の小中学校の教員となる。鹿児島県教職員組合から日本教職員組合に入り、書記次長、書記長、副委員長を経て、1962年に中央執行委員長に就任した。1971年の第9回参議院議員通常選挙で全国区から日本社会党公認で立候補して当選。2期務める。国会内では建設委員長、公害及び交通安全対策特別委員長などを歴任した。1977年12月13日の社会党党大会続開大会で飛鳥田一雄が委員長に選出された。これに伴う役員人事で選挙対策委員長に就任した。1982年の党大会後に退任した。1983年の第13回参議院議員通常選挙に出馬せず引退。同年10月29日に膵臓癌のため死去した。2005年に龍郷町名誉町民となる。